# ゲアノット・トラウナー
ゲアノット・トラウナー（Gernot Trauner、1992年3月25日 - ）は、オーストリア・リンツ出身のサッカー選手。フェイエノールト所属。オーストリア代表。ポジションはDF。

## 代表経歴
オーストリア代表の各ユース代表での出場経験が有り、U-19オーストリア代表ではUEFA U-19欧州選手権2010に参加して同代表の全3試合全てに先発フル出場とU-19イングランド代表戦でのゴールを記録した。
2018年10月16日、デンマーク代表との親善試合にてオーストリアA代表デビューを果たした。